# Songs from the Road
Songs from the Road es el cuarto álbum en directo del músico canadiense Leonard Cohen, publicado por la compañía discográfica Columbia Records en septiembre de 2010. El disco recoge doce canciones grabadas en directo durante la gira mundial que Cohen realizó entre 2008 y 2009. El álbum fue también publicado como un documental homónimo en DVD y Blu Ray.

## Lista de canciones
Todas las canciones escritas y compuestas por Leonard Cohen excepto donde se anota. 
| N.º | Título                                                   | Escritor(es)                   | Grabación                                                | Duración |  |
| 1.  | «Lover, Lover, Lover» (de New Skin for the Old Ceremony) |                                | Ramat Gan Stadium, Tel Aviv, Israel, 24/09/2009          | 7:42     |  |
| 2.  | «Bird on the Wire» (de Songs From a Room)                |                                | Clyde Auditorium, Glasgow, Escocia, 06/11/2008           | 6:07     |  |
| 3.  | «Chelsea Hotel» (de New Skin for the Old Ceremony)       |                                | Royal Albert Hall, Londres, Inglaterra, 17/11/2008       | 3:30     |  |
| 4.  | «Heart with No Companion» (de Various Positions)         |                                | König Pilsener Arena, Oberhausen, Alemania, 06/11/2008   | 5:05     |  |
| 5.  | «That Don't Make It Junk» (de Ten New Songs)             | Leonard Cohen, Sharon Robinson | The O2 Arena, Londres, Inglaterra, 13/11/2008            | 4:21     |  |
| 6.  | «Waiting for the Miracle» (de The Future)                | Leonard Cohen, Sharon Robinson | HP Pavilion, San José, California, 13/11/2009            | 7:59     |  |
| 7.  | «Avalanche» (de Songs of Love and Hate)                  |                                | Scandinavium, Gothenburg, Suecia, 12/10/2008             | 4:16     |  |
| 8.  | «Suzanne» (de Songs of Leonard Cohen)                    |                                | MEN Arena, Mánchester, Inglaterra, 30/11/2008            | 3:40     |  |
| 9.  | «The Partisan» (de Songs From a Room)                    | Hy Zaret, Anna Marly           | Hartwall Areena, Helsinki, Finlandia, 10/10/2008         | 5:17     |  |
| 10. | «Famous Blue Raincoat» (de Songs of Love and Hate)       |                                | O2 Arena, Londres, Inglaterra, 13/11/2008                | 5:22     |  |
| 11. | «Hallelujah» (de Various Positions)                      |                                | Coachella Music Festival, Indio, California, 17/04/2009  | 7:30     |  |
| 12. | «Closing Time» (de The Future)                           |                                | John Labatt Centre, Londres, Ontario, Canadá, 24/05/2009 | 6:05     |  |

## Personal
- Leonard Cohen: voz, guitarra acústica y teclado
- Roscoe Beck: bajo, contrabajo y coros
- Rafael Bernardo: batería y percusión
- Niel Larsen: teclados
- Javier Mas: bandurria, laúd y guitarra de doce cuerdas
- Bob Metzger: pedal steel guitar y coros
- Sharon Robinson: coros
- Dino Soldo: armónica, teclados y coros
- Webb Sisters: coros

## Posición en listas
| País              | Lista                      | Posición |
| ----------------- | -------------------------- | -------- |
| Alemania          | Media Control Top-50 Chart | 36       |
| Austria           | Ö3 Austria Top 40          | 7        |
| Bélgica (Valonia) | Ultratop 200 Albums        | 19       |
| Bélgica (Flandes) | Ultratop 200 Albums        | 5        |
| Canadá            | Canadian Albums Chart      | 10       |
| Dinamarca         | Danish Albums Chart        | 23       |
| España            | Spanish Albums Chart       | 15       |
| Estados Unidos    | Billboard 200              | 112      |
| Estados Unidos    | Top Rock Albums            | 43       |
| Finlandia         | Albums Top 50              | 37       |
| Francia           | SNEP Albums Chart          | 35       |
| Hungría           | Hungrian Albums Chart      | 8        |
| Noruega           | VG-lista Top 40 Albums     | 7        |
| Nueva Zelanda     | New Zealand Albums Chart   | 11       |
| Países Bajos      | Mega Albums Top 100        | 26       |
| Polonia           | Polish Music Charts        | 1        |
| Portugal          | Top 100 Albums             | 4        |
| Reino Unido       | UK Albums Chart            | 68       |
| República Checa   | Top 50 Albums Chart        | 8        |
| Suecia            | Albums Top 60              | 39       |
| Suiza             | Hit Parade Top 100         | 29       |